# Église Saint-Jean de Châtillon-sur-Seine
Pour les articles homonymes, voir Église Saint-Jean.
L’église Saint-Jean est une église catholique située à Châtillon-sur-Seine,  dans le département français de la Côte-d'Or, en (France).

## Localisation
L'église Saint-Jean est située sur la RD 965 à la sortie nord-ouest de l'agglomération, à proximité du château Marmont.

## Historique
C'est à partir d'une chapelle consacrée en 1551 que la nef de l'église Saint-Jean est construite au début du XVIIe siècle. On relève les dates de 1610 sur le linteau de la porte latérale gauche et 1617 sur la clef de voûte de la 1re travée de la nef.

## Description

### Architecture
C'est une église avec nef unique voûtée et clocher au-dessus d'un pseudo-transept ouvrant sur deux petites chapelles latérales.
Le chœur pentagonal prolongé par la sacristie est aveugle au fond et éclairé de vitraux sur les quatre autres côtés.
De très puissants contreforts latéraux soutiennent l'édifice latéralement.

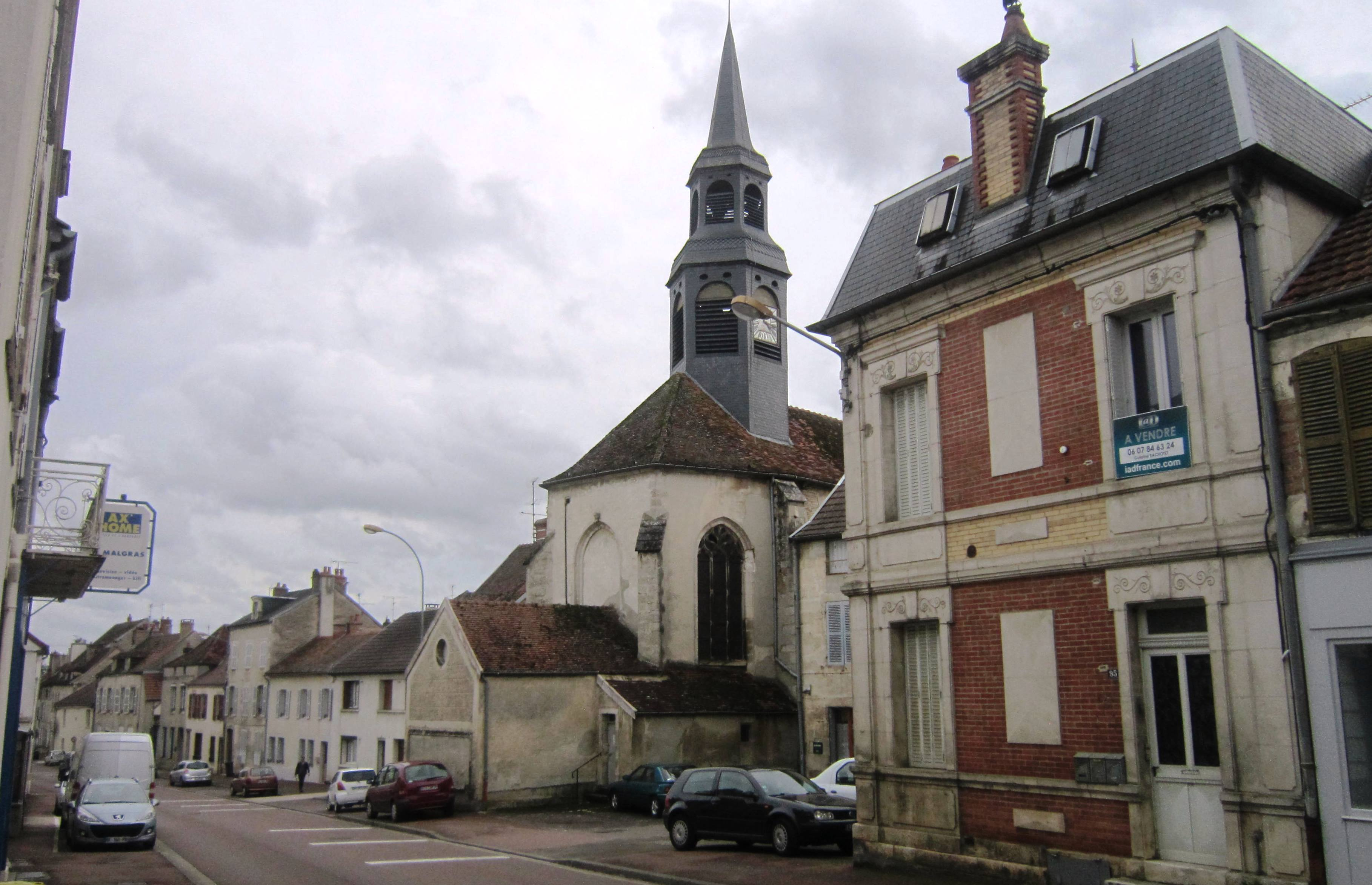
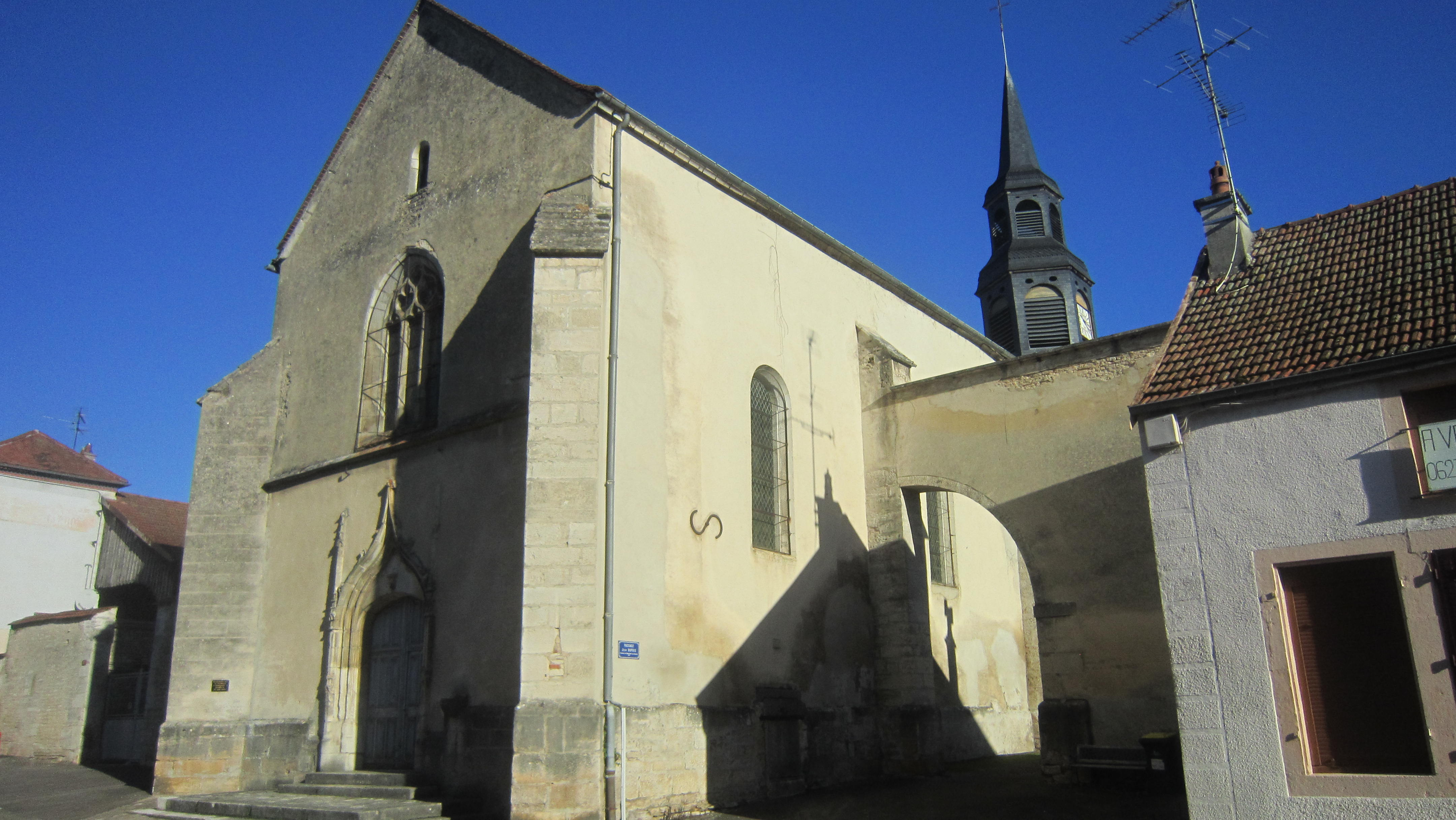

### Mobilier
L'ensemble du mobilier fait l'objet d'une inscription aux Monuments historiques. Cependant beaucoup d'éléments bénéficient d'une classification spécifique et leur concentration fait de l'église Saint-Jean un véritable musée :
- tableau : Vierge à l'Enfant (1531)  Classé MH (1940)
- vitraux : Arbre de Jesse (1551)  Classé MH (1925)
- statuaire : Vierge aux deux colombes et au lys (1320)  Classé MH (1925), Éducation de la Vierge (XVe)  Classé MH (1964), Christ de souffrance (XVIe)  Classé MH (1929), Christ monumental en croix (bois polychrome XVIe)  Classé MH (1925), Saint-Michel (bois polychrome, XVIe)  Classé MH (1925), Piéta (XVIIe)  Classé MH (1925).
- Stalles et lambris, datés de 1665, provenant de la chartreuse de Lugny Classé MH (1925).

Notons enfin des vestiges de fresques murales encore visibles et des dalles funéraires anciennes au sol.

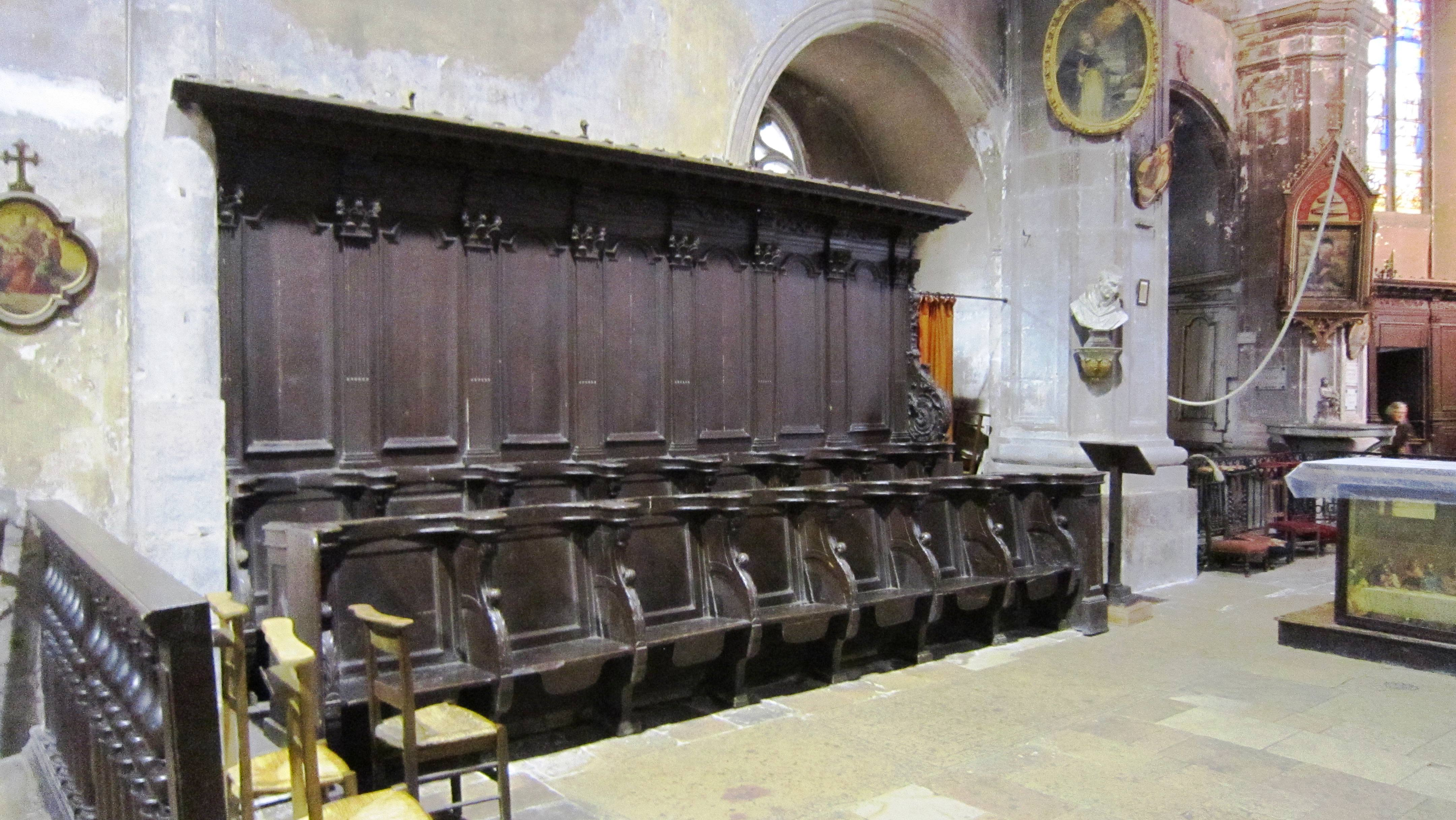
Les stalles
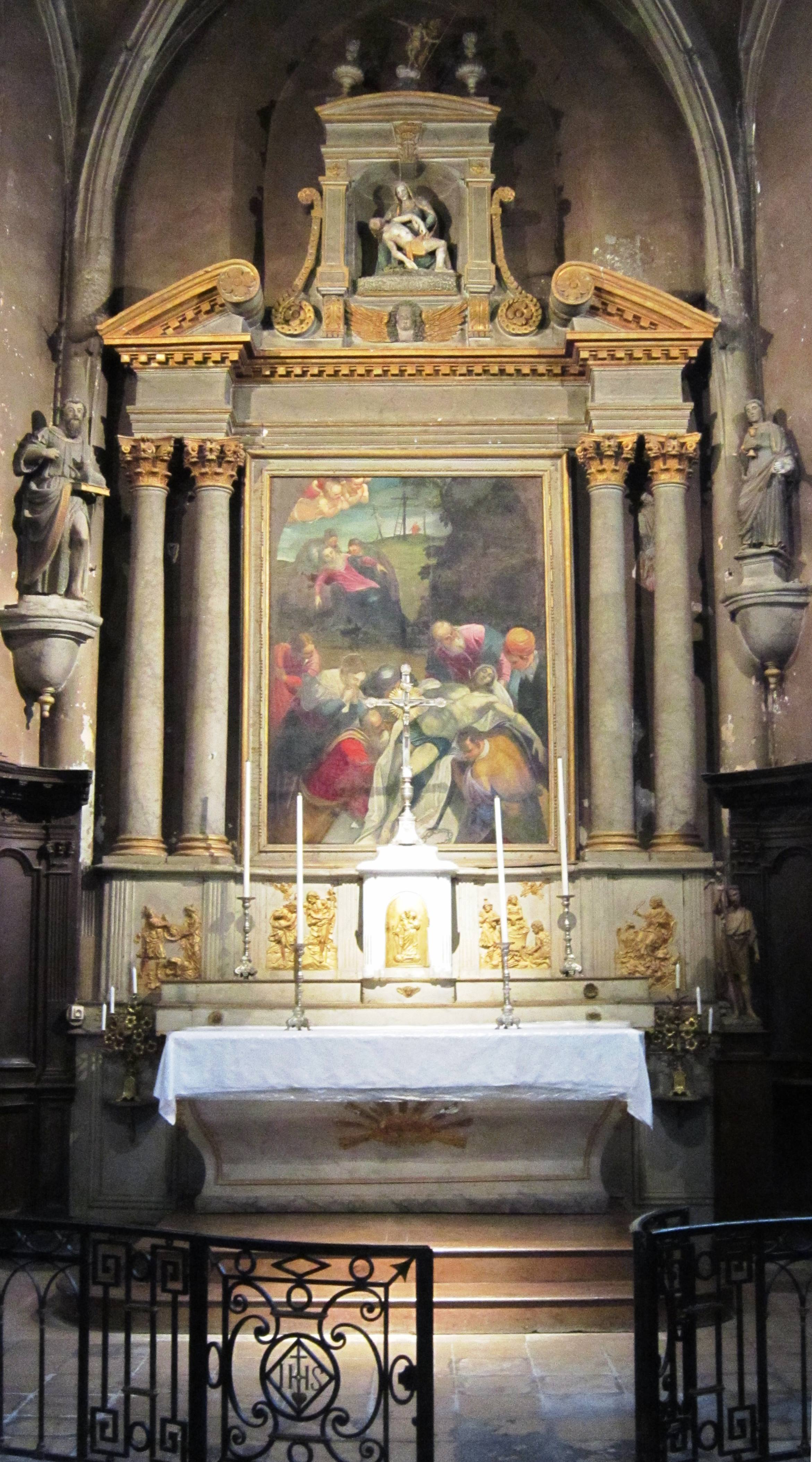
Le retable
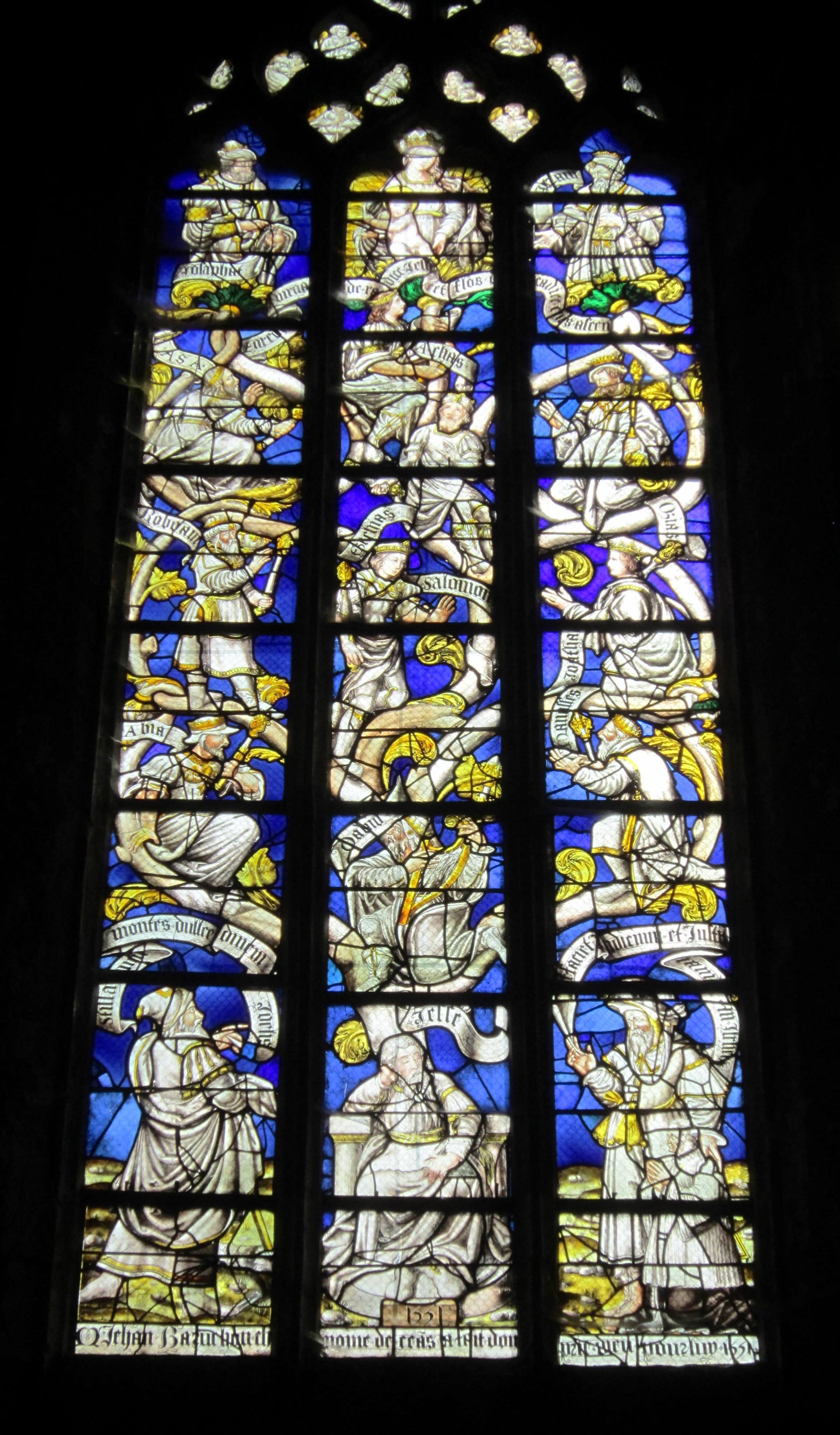
L'arbre de Jessé
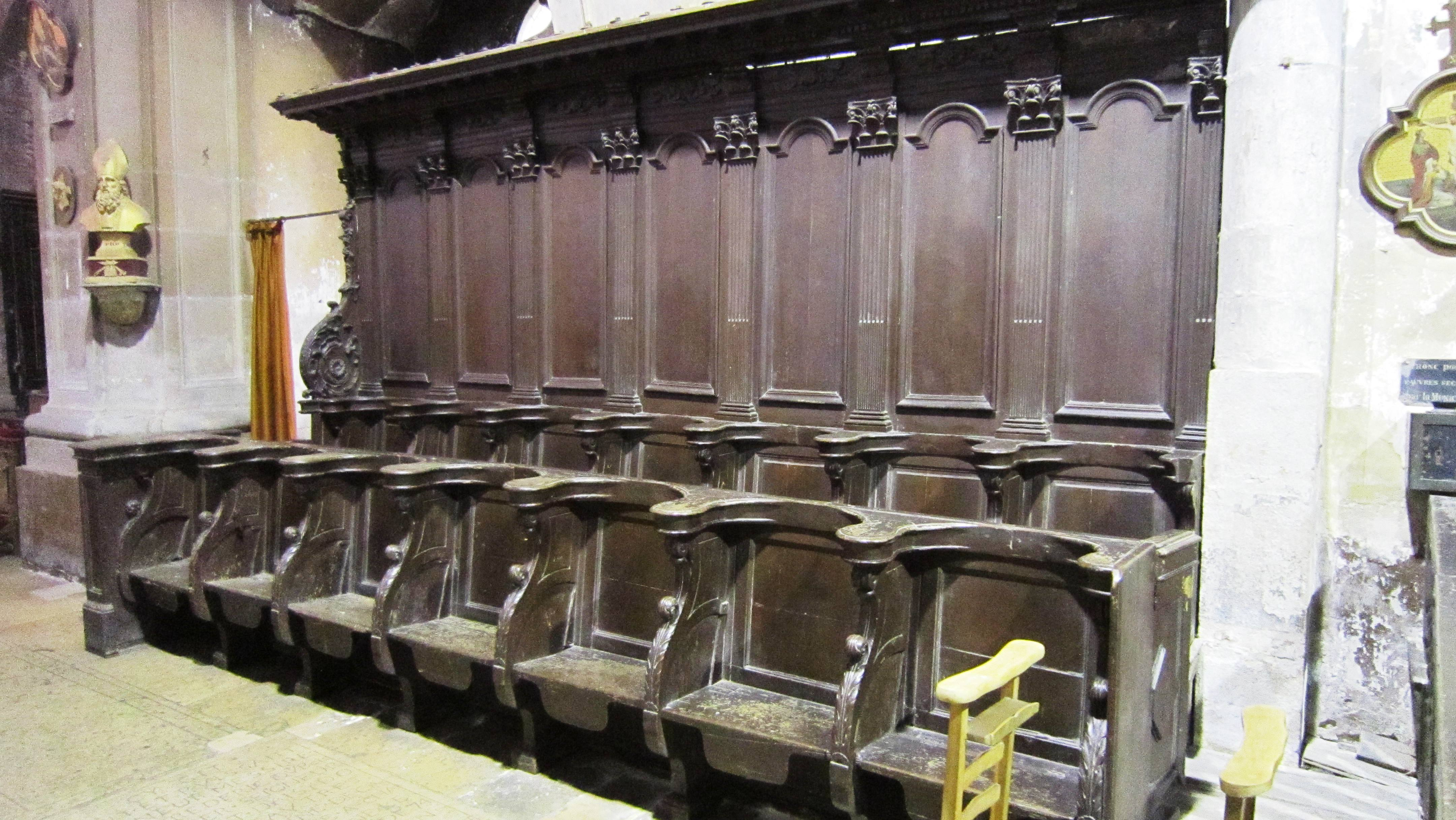
Les stalles

## Protection
L'église Saint-Jean, inscrite au titre des monuments historiques en 1991, est l'objet d'importants travaux de réfection.